# Pascal Houangni Ambouroue
 (décembre 2022).
Pascal Houangni Ambouroue est une personnalité politique gabonaise né le 26 avril 1975 à Libreville. Il commence sa carrière dans les marchés financiers, notamment à BNP Paribas, puis au Crédit Agricole en France. En 2007, il est engagé à la Bourse des Valeurs Mobilières de l'Afrique Centrale (BVMAC), dont il prendra les rênes en tant que Directeur général en 2012. En 2016, il intègre le gouvernement d'Emmanuel Issoze Ngondet en qualité de Ministre délégué à l'Economie. Par la suite, il occupera plusieurs postes ministériels dont le dernier, Ministre de la Pêche et de l'Economie Maritime.

## Biographie
Pascal Houangni Ambouroue est le fils d'un médecin, et de Marie Augustine Houangni Ambouroue, femme politique, ancienne maire de la ville de Port-Gentil. Il fait ses études primaires à Port-Gentil, et secondaires au Lycée Monseigneur Bessieux de Libreville jusqu'à l'obtention de son Baccalauréat.
Il s'envole après pour la France aux fins d'y entamer ses études supérieures. Il intèregre alors l'IDRAC Business School Paris, d'où il sort titulaire d'un Master 2 en Finance et Gestion des PME. Il enchainera avec un BA d’Economie Internationale et de Management obtenu à l’université d’Abertay Dundee en Ecosse.
Par ailleurs, il est marié et père de deux enfants.

### Carrière professionnelle
C'est en France qu'il débute son parcours professionnel, dans les marchés financiers. Il exercera notamment à BNP Paribas, puis au Crédit Agricole. À la suite de ces expériences, en 2007, suivant les conseils de Henri-Claude OYIMA, PDG du groupe BGFIBank et Président du Conseil d'administration de la BVMAC, il intègre cette dernière en qualité de Directeur des Opérations. Il se fait, entre autres, remarquer par la publication de plusieurs articles sur la finance et les marchés africains.
En 2012, il prend les rênes de cette institution régionale ; c’est le 2è gabonais à occuper ce poste, après Willy Ontsia. Dans ces fonctions, il parvient à hisser la Bourse de Libreville à un bon niveau, à lui donner une identité et à en faire un instrument crédible en ce qui concerne notamment les emprunts obligataires.

### Carrière politique
Pascal Houangni Ambouroue rencontre le président gabonais Ali Bongo Ondimba en juillet 2016, lors d'une visite que ce dernier a effectuée à la BVMAC. Le président lui énonce alors l'idée de le prendre dans son équipe de campagne pour la présidentielle d'août de la même année.
Houangni Ambouroue est nommé au gouvernement Gabonais en octobre 2016, à la suite de la réélection d'Ali Bongo Ondimba. Il est Ministre délégué auprès du Ministre de l’Économie, chargé de la Prospective et de la Programmation du développement. C'est alors le plus jeune membre du gouvernement.
En janvier 2017, il est promu Ministre du Pétrole, avec pour principale mission de redynamiser la société nationale des hydrocarbures, aussi appelée Gabon Oil Company (GOC), en proie à d'importantes difficultés financières et structurelles.
De décembre 2019 à juillet 2020, il est Ministre de l’Energie et des Ressources Hydrauliques et de juillet 2020 à février 2022, Ministre du Tourisme. De mars 2022 à janvier 2023, il dirige le Ministère de la Communication. Le 09 janvier 2023, Alain-Claude Bilie-By-Nze, promu Premier-Ministre, le mute au Ministère de la Pêche et de l'Economie Maritime.
Pascal Houangni Ambouroue est membre du Parti Démocratique Gabonais (PDG), pour le compte de la province de l'Ogooué-Maritime. En 2018, il est élu député du premier siège de la commune de Port-Gentil.
Il quitte le gouvernement en août 2023, à la suite du remaniement opéré par le Comité pour la transition et la restauration des institutions (CTRI), auteur du Coup d'État de 2023 au Gabon.
Le 13 février 2025, il est nommé Président du Conseil d'Administration du Fonds Gabonais d'Investissements Stratégiques (FGIS).

## Distinctions
En 2015, il apparaît dans le Choiseul 100 Africa. Un classement annuel élaboré par l'Institut Choiseul et listant des Jeunes Leaders Africains de 40 ans et moins, « appelés à jouer un rôle majeur dans le développement économique du continent africain ». En 2016, il en fera à nouveau partie.

## Autres activités
Il a fondé un incubateur dénommé Tendance Avenir, œuvrant dans l'aide à l'autonomisation des jeunes gabonais, à travers des mécanismes de financement des activités génératrices de revenus (AGR).

## Publications

### Articles[2]
- « Quels défis pour la jeune Bourse des Valeurs Mobilières d’Afrique Centrale » (juin 2006)
- «Retour sur l’implémentation de la plateforme technique de cotation » (décembre 2009)
- « La BVMAC face au régionalisme »(mai 2010)
- « OPCVM : Le cadre se dessine, mais le mode opératoire reste à préciser » (avril 2011)
- « Les Enjeux du Forum Régional CAP 6 sur l’Intégration et le Développement Economique » (novembre 2011)
- « Ouverture du compartiment Actions : Le compte à rebours est lancé » (septembre 2012)
- « La BVMAC : 10 ans de mutation (septembre 2013) ».